# Джон Уик 2
„Джон Уик 2“ (на английски: John Wick: Chapter 2) е американски екшън трилър филм от 2017 г., режисиран от Чад Стахелски по сценарий на Дерек Колстад.

## Актьорски състав
- Киану Рийвс – Джон Уик
- Риккардо Скамарчо – Сантино Д'Антонио
- Комън – Кассиан
- Лорънс Фишбърн – Кралят на Боувлър
- Руби Роуз – Арез
- Джон Легуизамо – Аурелио
- Бриджит Мойнахан – Хелън Уик
- Питър Стормаре – Абрам Тарасов
- Франко Неро – Джулиус[2]